# Kónkan-part
A Kónkan-part vagy Konkáni-part (maráthi/kónkani: कोकण, kannada: ಕೊಂಕಣ, Daksiní Kannada, angolul: Konkan Coast) az Arab-tenger partvidéke Maharashtra, Goa és Karnataka államokban, mintegy 700 km hosszan. Keletről a Nyugati-Ghátok hegyvonulata határolja. 
A partvidéken rizsföldek, kókuszpálma, kesu, bételpálma, kaucsukfa, bors és más fűszernövények ültetvényei sorakoznak. Az emberek legnagyobb része a mezőgazdaságból és a halászatból él. Az itt élő lakosság külön közösséget alkot és a saját dialektusát beszéli (konkáni nyelv). A helyi lakosság, a portugálok, majd a britek mind erődöket emeltek a partvidéken. 
A terület éghajlatát a délnyugati monszun befolyásolja, amely májustól októberig hozza a monszunesőt. 

## Fordítás
Ez a szócikk részben vagy egészben  a   Konkan című angol Wikipédia-szócikk fordításán alapul.  Az eredeti cikk szerkesztőit annak laptörténete sorolja fel. Ez a jelzés csupán a megfogalmazás eredetét és a szerzői jogokat jelzi, nem szolgál a cikkben szereplő információk forrásmegjelöléseként.